# Joe Beck
Joe Beck (Filadélfia, Pensilvânia, 29 de julho de 1945 - Woodbury, Connecticut, 22 de julho de 2008) foi um guitarrista estadunidense de jazz e rock que atuou por mais de 30 anos. A National Academy of Recording Arts & Sciences homenageou Beck cinco vezes com o prêmio "Most Valuable Player Award". Beck tocou em uma variedade de estilos de jazz, incluindo jazz fusion, post bop, mainstream jazz e soul jazz, mas também flertou brevemente com o rock.
Beck trabalhou como sideman ou guitarrista de sessão com uma grande variedade de músicos conhecidos do jazz, jazz fusion e rock, incluindo Louis Armstrong, Duke Ellington, Buddy Rich, Woody Herman, Miles Davis, Maynard Ferguson, Howard Roberts, Tommy Tedesco, Larry Coryell, John Abercrombie, Tom Scott, Jeremy Steig, e Gábor Szabó. Beck também gravou com a Royal Philharmonic Orchestra em Londres, a Filarmônica de Milão na Itália e o Paris String Ensemble na França.
Na meia-idade Beck passou menos tempo tocando e trabalhou mais como compositor de jingles comerciais e como arranjador escrevendo arranjos para Frank Sinatra e Gloria Gaynor. Joe também organizou e produziu muitos discos, incluindo projetos para Frank Sinatra, Gloria Gaynor e dois álbuns para Esther Phillips, incluindo seu single de sucesso, "What A Difference A Day Makes". Ao longo dos anos, Joe assinou contratos com Columbia, Polydor, Verve, Gryphon, CTI e MGM Records.
Beck morreu em Woodbury, Connecticut, no ano de 2008, aos 62 anos, por complicações de um câncer de pulmão.

## Biografia
Nascido na Filadélfia, Beck mudou-se para Manhattan na adolescência, tocando seis noites por semana em um trio, o que lhe deu a oportunidade de conhecer várias pessoas que trabalhavam na próspera cena musical de Nova York. Aos 18 anos, Stan Getz o contratou para gravar jingles , e em 1967 gravou com Miles Davis. Em 1968, aos 22 anos, era membro da Gil Evans Orchestra. Beck descreveu seu sucesso inicial em uma entrevista perto do fim de sua vida:

## Carreira
Em 1970, a Polydor lançou Rock Encounter, uma colaboração de fusão com o guitarrista flamenco Sabicas. Em 1975 ele lançou um álbum homônimo (no qual ele simplesmente se referia a si mesmo como "Beck") enquanto gravava o álbum de Esther Phillips , What a Diff'rence a Day Makes , ambos para Kudu Records. Beck foi posteriormente relançado como "Beck & Sanborn" para lucrar com o sucesso do saxofonista alto David Sanborn. Em 1971, Beck deixou a música por três anos para se tornar produtor de leite, alegando frustração com sua carreira.
Em 1978, ele optou por um som mais rock ao formar uma banda chamada "Leader". Eles se apresentaram no Nordeste dos EUA e gravaram demos no Sound Ideas Studios em Nova York, mas logo se separaram quando o equipamento da banda foi roubado após um show no Joyous Lake em Woodstock, Nova York.
Na década de 1980, Beck gravou para DMP inclusive com o flautista Ali Ryerson. Em 1988, Beck deixou a música novamente para retornar à agricultura, mas estava em turnê novamente em 1992. Beck excursionou e gravou com duplas e pequenos grupos, lançando mais dois álbuns solo (1988, 1991).
Em 2000, ele colaborou com o guitarrista Jimmy Bruno em "Polarity", que apresentava extensivamente a guitarra Alto de Beck, e em 2008 em "Coincidence" com John Abercrombie.

## Guitarras Personalizadas

### Guitarra Alto
Em 1992, Beck começou uma turnê em dupla com o flautista Ali Ryerson. Para preencher o som que queria apresentar - linhas de baixo, harmonia e melodia - em duo, ele desenvolveu o que chamou de "guitarra alto". Começou como uma guitarra elétrica de jazz padrão de corpo inteiro com um padrão de cordas exclusivo e afinação reentrante. Conforme descrito por Beck:
Ao planejar a afinação, Beck percebeu que seriam necessárias algumas restrições para obter a ressonância ideal das cordas, então ele encomendou um instrumento personalizado ao luthier Rick McCurdy, da Cort Guitars :
Beck possuía e tocava guitarras Martin (CF-2) e Cort Alto, e também versões com afinação padrão de Martin e Cort.

### Guitarras exclusivas
Joe Beck trabalhou com o fabricante de guitarras Cort Guitars na década de 1990 para criar dois modelos de guitarras de jazz de corpo oco. O primeiro foi o modelo BECK-6, que era uma guitarra jazz elétrica de corpo oco , e o segundo foi o modelo BECK-ALTO, um instrumento semelhante, mas projetado para cordas mais pesadas e afinação de contralto. Em 2001, o preço de varejo do modelo BECK-6 era de US$ 895, e o modelo BECK-ALTO era de US$ 1.195. Dois acabamentos estavam disponíveis em ambas as guitarras, um acabamento loiro "natural" e um acabamento preto e laranja "vintage burst".
As principais diferenças entre os modelos foram as acomodações para cordas mais grossas no modelo BECK-ALTO, e apenas um captador eletrônico no BECK-ALTO contra dois no BECK-6. O captador único no ALTO tinha controles divididos de graves/agudos para as duas cordas inferiores versus as quatro superiores e, conseqüentemente, três botões na frente da guitarra, versus quatro botões no BECK-6. Ambos os modelos de guitarra Cort podem ser adquiridos diretamente de Joe Beck através de seu site e em revendedores de guitarras. O BECK-6 é muito mais comum, versus o BECK-ALTO, do qual cerca de 200 foram fabricados.
Especificações BECK-6
- Laterais do corpo: Maple laminado
- Costas do corpo: Maple laminado
- Parte superior do corpo: Spruce laminado
- Madeira do braço: Maple
- Escala: Rosewood, raio de 12 polegadas
- Contorno do pescoço: C
- Incrustações no pescoço: MOP Dot
- Comprimento da escala: 24–3/4"
- Largura da porca: 1–11/16"
- Luta Inferior: 16–1/4"
- Profundidade do corpo: 3–11/16
- Bloco central: Nenhum (corpo oco)
- Encadernado: encadernação multicamadas
- Corte: veneziano
- Headstock: logotipo do Makers e assinatura do artista
- Captadores: humbuckers vintage de alnico cobertos com Mighty Mite
- Pickguard: Madeira
- Controles: 2 volumes, 2 tons e alternância de 3 vias (seleção de captador)
- Ponte: Base Flutuante de Madeira e Selas Tune-o-matic
- Arremate: Trapézio (tipo Hofner)
- Acessórios: Estojo rígido

## Discografia

### Álbuns Solo
- Nature Boy (Verve Forecast, 1969)
- Beck (Kudu, 1975)
- Watch the Time (Polydor, 1977)
- Beck and Zoller (Progressive, 1979)
- Relaxin ' (DMP, 1983)
- Friends (DMP, 1984)
- Back to Beck (DMP, 1988)
- The Journey (DMP, 1991)
- Live at Salishan with Red Mitchell (Capri, 1994)
- Finger Painting (Wavetone, 1995)
- Alto with Ali Ryerson (DMP, 1999)
- Polarity with Jimmy Bruno (Concord Jazz, 2000)
- Strangers in the Night (Venus, 2000)
- Django  with Ali Ryerson (DMP, 2001)
- Just Friends (Whaling City Sound, 2002)
- What Is My Heart For with Sarah Brooks (Whaling City Sound, 2002)
- Brazilian Dreamin'  (Venus, 2006)
- Tri07 (Whaling City Sound, 2007)
- Coincidence com John Abercrombie (Whaling City Sound, 2008)
- Get Me Joe Beck (Whaling City Sound, 2014)

### Como convidado
Com Gene Ammons
- Big Bad Jug (Prestige, 1972)
- Got My Own (Prestige, 1973)

Com Gato Barbieri
- Fenix (Flying Dutchman, 1971)
- The Legend of Gato Barbieri (Flying Dutchman, 1973)
- Caliente! (A&M, 1976)
- Bahia (Fania, 1982)
- Passion and Fire (A&M, 1984)

Com James Brown
- Star Time (Polydor, 1991)
- Get On the Good Foot (Polydor, 1993)
- Hell (Polydor, 1995)
- Reality (Polydor, 1996)

Com Joe Farrell
- Penny Arcade(CTI, 1974)
- Upon This Rock (CTI, 1974)
- Canned Funk (CTI, 1975)

Com Jay Leonhart
- There's Gonna Be Trouble (Sunnyside, 1984)
- The Double Cross (Sunnyside, 1988)
- Two Lane Highways (Kado, 1992)
- Four Duke (LaserLight, 1995)
- Galaxies and Planets (Sons of Sound, 2001)

Com Mike Mainieri
- Insight (Solid State, 1968)
- Journey Thru an Electric Tube (Solid State, 1968)
- White Elephant Vol. 1 (NYC, 1994)
- White Elephant Vol. 2 (NYC, 1994)

Com Jimmy Scott
- Mood Indigo (Grooveland, 2000)
- But Beautiful (Milestone, 2002)
- Moon Glow (Milestone, 2003)

Com Don Sebesky
- Don Sebesky & the Jazz Rock Syndrome (Verve, 1968)
- The Rape of El Morro (CTI, 1975)
- Three Works for Jazz Soloists & Symphony Orchestra (Gryphon, 1979)

Participação em outro projetos
- Franco Ambrosetti & Don Sebesky, Sleeping Gypsy (Gryphon, 1980)
- Burt Bacharach, Futures (A&M, 1977)
- John Berberian, Middle Eastern Rock (Verve Forecast 1969)
- Soledad Bravo, Mambembe (Top Hits, 1983)
- Rusty Bryant, For the Good Times (Prestige, 1973)
- David Chesky, Rush Hour (Columbia, 1980)
- Willy Chirino, Diferente Oliva (Cantu, 1980)
- Freddy Cole, Rio de Janeiro Blue (Telarc, 2001)
- Larry Coryell, The Lion and the Ram (Arista, 1976)
- Larry Coryell, Tributaries  (Novus Arista, 1979)
- Hank Crawford, Wildflower (Kudu, 1973)
- Miles Davis, Circle in the Round (Columbia, 1979)
- Richard Davis, Song for Wounded Knee (Flying Dutchman, 1973)
- Les DeMerle, Spectrum (United Artists, 1969)
- Paul Desmond, Summertime (A&M, 1968)
- Duke Ellington & Teresa Brewer, It Don't Mean a Thing If It Ain't Got That Swing  (Columbia, 1983)
- Gil Evans, Gil Evans (Ampex, 1970)
- Gil Evans, Where Flamingos Fly (Artists House, 1981)
- Maynard Ferguson, Ridin' High  (Enterprise, 1968)
- Ronnie Foster, Cheshire Cat (Blue Note, 1975)
- Carlos Franzetti, New York Toccata (Verve, 1985)
- The Free Spirits, Live at the Scene February 22nd 1967 (Sunbeam, 2011)
- Nnenna Freelon, Maiden Voyage (Concord Jazz, 1998)
- Nnenna Freelon, Soulcall (Concord Jazz, 2000)
- Gloria Gaynor, Glorious (Polydor, 1977)
- Gloria Gaynor, Gloria Gaynor (Atlantic, 1982)
- Gerri Granger, Add a Little Love (United Artists, 1972)
- Chico Hamilton, Peregrinations (Blue Note, 1975)
- Lionel Hampton, Mostly Blues (Musicmasters, 1989)
- Woody Herman, Giant Steps (Fantasy, 1973)
- Woody Herman, Feelin' So Blue (Fantasy, 1981)
- Lena Horne & Michel Legrand, Lena & Michel (RCA Victor, 1975)
- Freddie Hubbard, Riding High Plus Jazz Symphonies Solo Brothers & Professor Jive (DRG, 1989)
- Jackie & Roy, Star Sounds (Concord Jazz, 1980)
- J. J. Johnson & Kai Winding, Betwixt & Between (A&M, 1969)
- Quincy Jones, Smackwater Jack (A&M, 1971)
- Kimiko Kasai, This Is My Love (CBS/Sony, 1975)
- Sarah Kernochan, House of Pain (RCA Victor, 1974)
- Al Kooper, Easy Does It (Columbia, 1970)
- Al Kooper, The Landlord (United Artists, 1971)
- Earl Klugh, Wishful Thinking (Capitol, 1984)
- Hubert Laws, The Chicago Theme (CTI, 1975)
- Michel Legrand, Michel Legrand and Friends (RCA Victor, 1976)
- Pete Levin, Jump! (Pete Levin, 2010)
- Webster Lewis, On the Town (Epic, 1976)
- Jack McDuff, Who Knows What Tomorrow's Gonna Bring? (Blue Note, 1971)
- Jack McDuff, The Fourth Dimension (Cadet, 1974)
- Helen Merrill & Gil Evans, Collaboration (EmArcy, 1988)
- Helen Merrill, Casa Forte (Absord Music, 1995)
- Bingo Miki and the Inner Galaxy Orchestra, Montreux Cyclone (Three Blind Mice, 1979)
- Blue Mitchell, Many Shades of Blue (Mainstream, 1974)
- Red Mitchell, Empathy with  (Gryphon, 1980)
- Idris Muhammad, Power of Soul (Kudu, 1974)
- Idris Muhammad, House of the Rising Sun (Kudu, 1976)
- Gerry Niewood, Share My Dream (DMP, 1985)
- Laura Nyro, Smile (Columbia, 1976)
- Ralfi Pagan, I Can See (Fania, 1975)
- Johnny Pate, Outrageous (MGM, 1970)
- Johnny Pate, Brother On the Run (Perception, 1973)
- Houston Person, Sweet Buns & Barbeque (Prestige, 1973)
- Esther Phillips, What a Diff'rence a Day Makes (Kudu, 1975)
- Esther Phillips, For All We Know (Kudu, 1976)
- Doug Proper, Seventh Sense (Proper Attire Records 2004)
- Buddy Rich, The Roar of '74 (Groove Merchant, 1974)
- Buddy Rich, Ease On Down the Road (Denon/LRC, 1987)
- Buddy Rich & Maynard Ferguson, Two Big Bands Play Selections from West Side Story & Other Delights (LRC, 1991)
- Dom Um Romao, Dom Um Romao (Muse, 1974)
- Dom Um Romao, Spirit of the Times (Muse, 1975)
- Annie Ross, Music Is Forever (DRG, 1996)
- Sabicas, Rock Encounter (Polydor, 1970)
- David Sanborn, Taking Off (Warner Bros., 1975)
- Philippe Sarde, Hors-La-Loi (Carrere, 1985)
- Doc Severinsen, Doc Severinsen's Closet (Command, 1970)
- Ian Shaw, Soho Stories (Milestone, 2001)
- Paul Simon, Still Crazy After All These Years (Columbia, 1975)
- Paul Simon, One-Trick Pony (Warner Bros., 1980)
- Jimmy Smith, The Other Side of Jimmy Smith (MGM, 1970)
- Lonnie Liston Smith, Astral Traveling (Flying Dutchman, 1973)
- Lew Soloff, Rainbow Mountain (Enja, 1999)
- Leon Spencer, Bad Walking Woman (Prestige, 1972)
- Leon Spencer, Where I'm Coming From (Prestige, 1973)
- Marvin Stamm, Machinations (Verve, 1968)
- Sylvia Syms, She Loves to Hear the Music (A&M, 1978)
- Tom Talbert, This Is Living! Pipe Dream (Chartmaker, 1997)
- Leon Thomas, Full Circle  (Flying Dutchman, 1973)
- Bobby Timmons, Do You Know the Way? (Milestone, 1968)
- Bobby Timmons, Got to Get It! (Milestone, 1968)
- Libby Titus, Libby Titus (Columbia, 1977)
- Cal Tjader, Last Bolero in Berkeley (Fantasy, 1973)
- Stanley Turrentine, Inflation (Elektra, 1980)
- Bill Watrous, Manhattan Wildlife Refuge (Columbia, 1974)
- Kai Winding, Penny Lane & Time (Verve, 1967)